# Daniel Farinotti

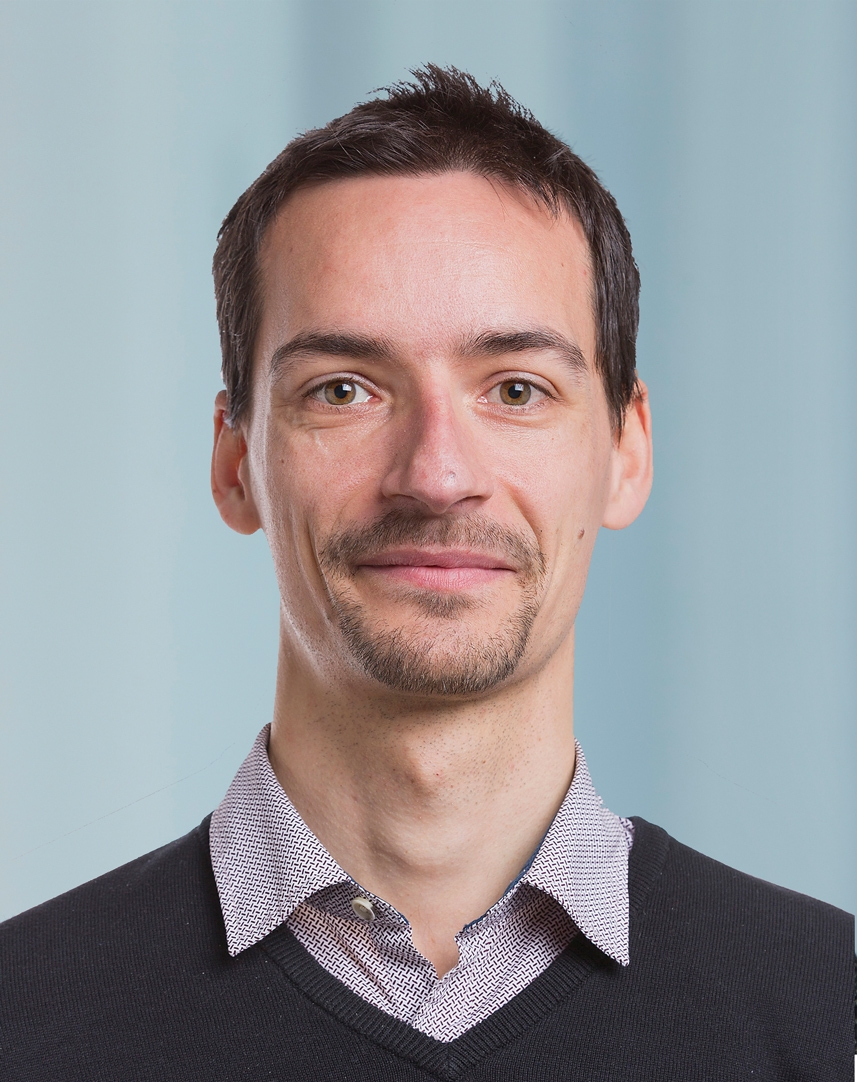
Daniel Farinotti (2017)

Daniel Farinotti (* 9. Januar 1982 in Locarno, TI) ist ein Schweizer Glaziologe. Seit 2016, ist er Professor für Glaziologie an der ETH Zürich und forscht zugleich an der Eidgenössischen Forschungsanstalt für Wald, Schnee und Landschaft (WSL).

## Leben
Farinotti schloss im Jahr 2007 ein Diplomstudium an der ETH Zürich als Umweltingenieur ab. Er promovierte von 2008 bis 2010 an der Versuchsanstalt für Wasserbau, Hydrologie und Glaziologie der ETH Zürich (VAW), wo er bis 2012 auch als wissenschaftlicher Mitarbeiter tätig war, und belegte parallel ein Studium der angewandten Statistik. Weitere wissenschaftliche Tätigkeiten führten ihn ans British Antarctic Survey (2010–2012), an die Sektion für Hydrologie am Deutschen GeoForschungsZentrum (2012–2014), an die WSL (seit 2014) und an die Versuchsanstalt für Wasserbau, Hydrologie und Glaziologie (VAW) der ETH Zürich (seit 2016). Seit 2022 ist er Mitglied des Wissenschaftlichen und Technologischen Beirats des Schweizerischen Polarinstituts und seit 2023 ist er Mitglied der Zukunftskommission des Departements Bau, Umwelt und Geomatik (D-BAUG) der ETH Zürich.

## Wirken
In der Glaziologie wird der Name Farinotti wahrscheinlich hauptsächlich mit der Schätzung der Gletschereisdicke anhand von Oberflächenmerkmalen in Verbindung gebracht. Die Arbeit in diesem Bereich umfasst eine der ersten Methoden, die in der Lage ist, die Eisdickenverteilung anhand solcher Merkmale zu schätzen, sowie die Ausweitung der Methode auf den Gebirgsbereich und die globale Skala. Diese Arbeiten haben nicht nur eine Reihe ähnlicher Ansätze inspiriert, sondern auch eine Reihe von Anwendungen sowohl im glaziologischen als auch im hydrologischen Bereich ausgelöst. Die modellbasierte Arbeit wurde durch eine Reihe von in-situ-Beobachtungen ergänzt.
Ein zweiter Forschungszweig befasst sich mit der langfristigen Entwicklung der Gletscher und der Gletschermassenbilanz sowie mit den daraus resultierenden hydrologischen Auswirkungen. Die Arbeiten Farinottis umfassen die Entwicklung eines speziellen hydroglaziologischen Modells, Ansätze zur Modellierung der Entwicklung von Gletschern auf regionaler Ebene; sowie eine Reihe von Untersuchungen in den Alpen und anderen Regionen der Welt. In diesen Arbeiten wurde besonderes Augenmerk auf die Kombination von In-situ- und Fernerkundungsbeobachtungen gelegt, wobei letztere von Satellitenbildern, über Laser Altimetrie bis hin zur weltraumgestützten Gravimetrie.
In den Arbeiten zur Hydrologie der vergletscherten Einzugsgebiete standen häufig die Auswirkungen auf die Wasserkraftnutzung im Mittelpunkt. Die Entwicklung der Wasserverfügbarkeit in Einzugsgebieten, die derzeit für die Wasserkraftnutzung genutzt werden, war ein Ziel, ebenso wie die Quantifizierung des Anteils des Gletscherrückgangs an der gesamten Wasserkraftproduktion oder die Bewertung des Wasserkraftpotenzials von Gebieten mit Gletscherrückgang. Weitere Arbeiten in diesem Bereich umfassen eine Reihe von (unveröffentlichten) technischen Berichte, die von Wasserkraftunternehmen in Auftrag gegeben wurden.
Ein neuerer Forschungszweig, den Farinotti mit seiner Forschungsgruppe verfolgt, bezieht sich auf die subglaziale Umwelt. Die Aktivitäten umfassen sowohl feld- und laborgestützte Experimente als auch numerische Arbeiten, die auf ein besseres Verständnis der Prozesse abzielen, die die subglaziale Hydrologie und den subglazialen Sedimenttransport bestimmen. Zu den bereits abgeschlossenen Projekten gehören Untersuchungen des Sedimenttransports für verschiedene Becken in den Alpen, die Charakterisierung solcher Prozesse in Übertiefungen des anstehenden Gestein, die Bestimmung der Hydraulik und Thermodynamik von Eis-eingeschnittenen Rinnen, oder Untersuchungen in künstlichen Gletschermühlen. Die laufenden Aktivitäten konzentrieren sich auf numerische Simulationen zur Vorbereitung von Laborexperimenten, die sich auf kanalisierte subglaziale Strömung und Geschiebemergel-dynamik konzentrieren.

## Veröffentlichungen (Auswahl)
- Daniel Farinotti, Matthias Huss, Andreas Bauder, Martin Funk, Martin Truffer (2009). A method to estimate the ice volume and ice-thickness distribution of alpine glaciers. In Journal of Glaciology. Band 55, Nr. 191, 2009, S. 422–430, doi:10.3189/002214309788816759
- Daniel, Farinotti, Stephanie Usselmann, Matthias Huss, Andreas Bauder, Martin Funk (2012). Runoff evolution in the Swiss Alps: Projections for selected high-alpine catchments based on ENSEMBLES scenarios. In Hydrological Processes. Band 26, Nr. 13, 2012, S. 1909–1924, doi:10.1002/hyp.8276
- Matthias Huss, Daniel Farinotti: Distributed ice thickness and volume of all glaciers around the globe. In Journal of Geophysical Research. Band 117, 2012, F04010, doi:10.1029/2012JF002523
- Daniel Farinotti, Laurent Longuevergne, Geir Moholdt, Doris Duethmann, Thomas Mölg, Tobias Bolch, Sergiy Vorogushyn, Andreas Güntner: Substantial glacier mass loss in the Tien Shan over the past 50 years. In: Nature Geoscience. Band 8, Nr. 9, 2015, S. 716–722, doi:10.1038/NGEO2513
- Daniel Farinotti, Alberto Pistocchi, Matthias Huss: From dwindling ice to headwater lakes: could dams replace glaciers in the European Alps? In: Environmental Research Letters. Band 11, 2016, 054022, doi:10.1088/1748-9326/11/5/054022
- Daniel Farinotti, Douglas J. Brinkerhoff, Garry K. C. Clarke, Johannes J. Fürst, Holger Frey and 32 others: How accurate are estimates of glacier ice thickness? Results from ITMIX, the Ice Thickness Models Intercomparison eXperiment. In The Cryosphere. Band 11, Nr. 2, 2017, S. 949–970, doi:10.5194/tc-11-949-2017
- Harry Zekollari, Matthias Huss, Daniel Farinotti. Modelling the future evolution of glaciers in the European Alps under the EURO-CORDEX RCM ensemble. In The Cryosphere. Band, 13, Nr. 4, 2019c, S. 1125–1146, doi:10.5194/tc-13-1125-2019
- Daniel Farinotti, Vanessa Round, Matthias Huss, Harry Zekollari, Loris Compagno: Large hydropower and water-storage potential in future glacier-free basins. In Nature. Band 575, Nr. 7782, 2019b, S. 341–344, doi:10.1038/s41586-019-1740-z
- Daniel Farinotti, Matthias Huss, Johannes J. Fürst, Johannes Landmann, Horst Machguth, Fabien Maussion, Ankur Pandit: A consensus estimate for the ice thickness distribution of all glaciers on Earth. In Nature Geoscience. Band 12, Nr. 3, 2019a, S. 168–173, doi:10.1038/s41561-019-0300-3
- Daniel Farinotti, Walter. W. Immerzeel, Remco de Kok, Duncan J. Quincey, Amaury Dehecq: Manifestations and mechanisms of the Karakoram glacier Anomaly. In: Nature Geoscience. Band 13, Nr. 1, 2020, S. 8–17, doi:10.1038/s41561-019-0513-5